# Mehrfamilienhäuser Catharinenstraße 62 und 63

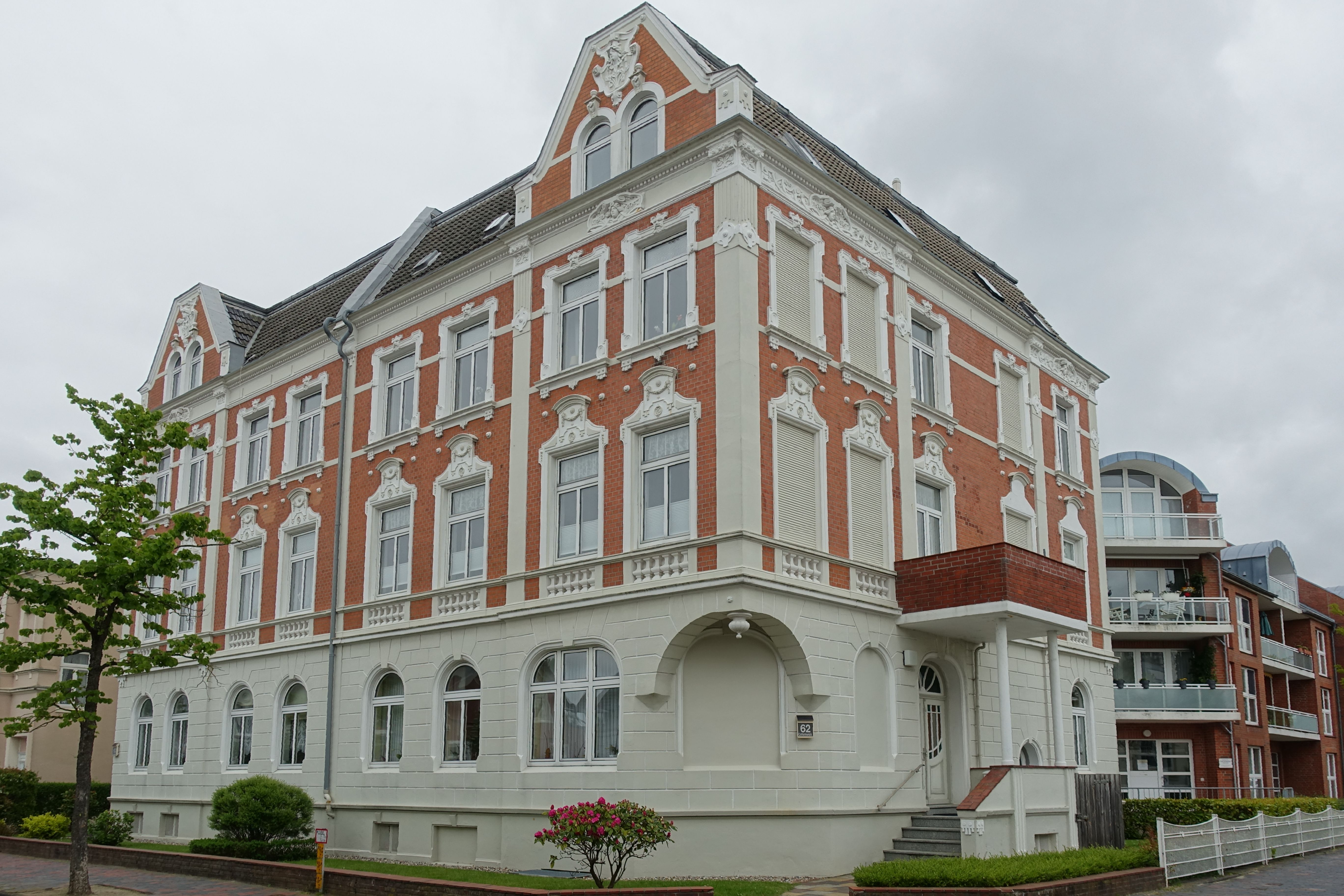
Mehrfamilienhäuser Catharinenstraße 62 und 63 (2023)

Die Mehrfamilienhäuser Catharinenstraße 62 und 63 in der niedersächsischen Kreisstadt Cuxhaven im Landkreis Cuxhaven stammen vom Anfang des 20. Jahrhunderts. Aktuell (2024) werden sie als Doppel-Wohnhäuser genutzt.
Die Gebäude stehen unter Denkmalschutz (siehe auch Liste der Baudenkmale in Cuxhaven).

## Geschichte und Beschreibung
Um 1900 wurde westlich des Grünen Wegs in Cuxhaven auf den Ländereien der Gärtnerei Otto Höpcke ein Wohngebiet neu erschlossen. Stil-, material- und regionstypischen ein- bis viergeschossige Bauten der Zeit entstanden. Die Straße entstand 1892/94, die Bürgersteige 1912. Sie wurde nach Catharina Höpcke, der Mutter des Erbauers, benannt.
Das dreigeschossige traufständige achtachsige verputzte Doppelhaus auf Keller mit ziegelgedecktem Mansard-Flachdach wurde als Eckgebäude 1905 gebaut. Es wurde gegliedert mit zwei zweiachsigen Seitenrisaliten mit zwei Giebeln im Mansardgeschoss, geschmückt mit zwei figürlichen wappenartigen Stuckreliefs. Die Schaufassaden sind backsteinsichtig mit Putzsockel in Scheinquaderung. Putzlisenen dienen zur Abgrenzung der Seitenrisalite sowie Schmuckfensterrahmungen mit auch floralen und figürlichen Darstellungen. Die Hausecke von Nr. 62 im Erdgeschoss ist abgeschrägt, die oberen Geschosse hier von einem Bogen unterfangen. Die Eingange sind jeweils seitlich, für Nr. 62 an der Schillerstraße und für Nr. 63 vor einer zurückversetzten fünften Achse, als Laube mit einem Balkon auf Säulen.
Das Haus gehört zu einer Gruppe denkmalgeschützter Wohnhäuser der Catharinenstraße Nr. 2–13, Nr. 17–18, Nr. 23–25, Nr. 46–50 und Nr. 55–64.
Das Landesdenkmalamt befand u. a.: „… Die Wohnsiedlung bietet heute noch das geschlossene Bild eines von schmalen, oft noch durch die originalen Einfriedungen abgegrenzten Vorgärten geprägten Straßenzugs mit offener Wohnbebauung.“